# Valvola mitrale
La valvola mitrale, così chiamata per la somiglianza con il copricapo cerimoniale (nota anche come valvola bicuspide) ha un diametro di oltre 30 mm, unisce l'atrio sinistro al ventricolo sinistro ed ha un orifizio di 4-6 cm². 

## Descrizione
Come la valvola tricuspide, presenta una forma leggermente ovale, ma mostra due sole cuspidi: 
- la più grande, posta in avanti e medialmente, corrisponde alla parete anteriore e sinistra del setto, guarda l'orifizio aortico e viene nominata cuspide anteriore o aortica e grande cuspide della mitrale. La sua faccia assiale o atriale sembra continuare il setto interatriale, mentre la faccia parietale o ventricolare si continua in alto con la parete aortica;[1]

- l'altra, più piccola, posta indietro e lateralmente, che corrisponde alla parete posteriore del ventricolo sinistro, viene denominata cuspide posteriore o piccola cuspide. Ha una forma quadrangolare e è assai più piccola dell'anteriore, come succede anche per la tricuspide.[2]

Il focolaio di ascoltazione della mitrale è situato in una zona detta l'itto della punta, che corrisponde all'apice del cuore e si apprezza nel V spazio intercostale un centimetro all'interno della linea emi-claveare.

## Galleria d'immagini

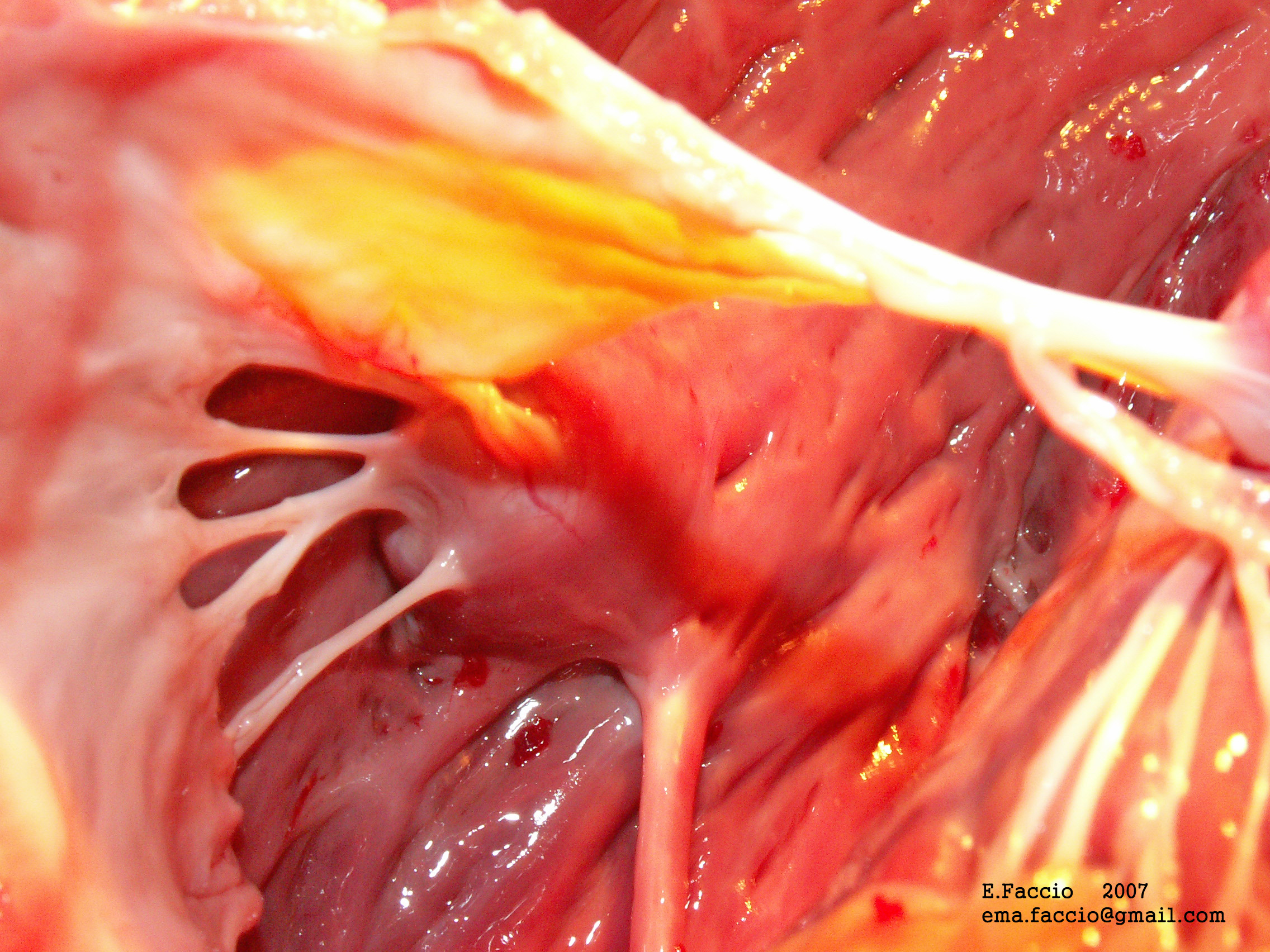
Muscolo papillare